# Fontány v Římě

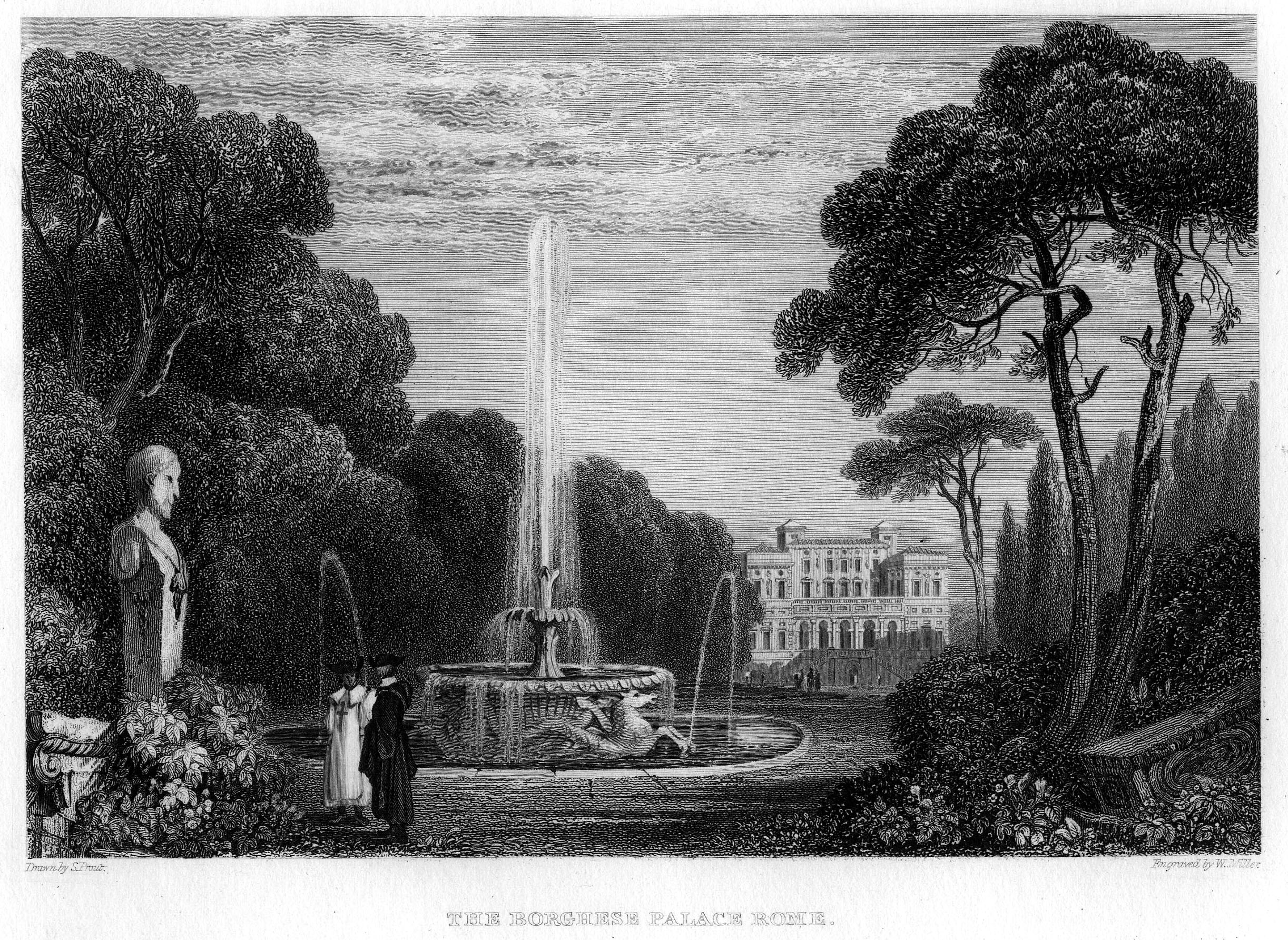
Borghese Palace, rytina, 1831

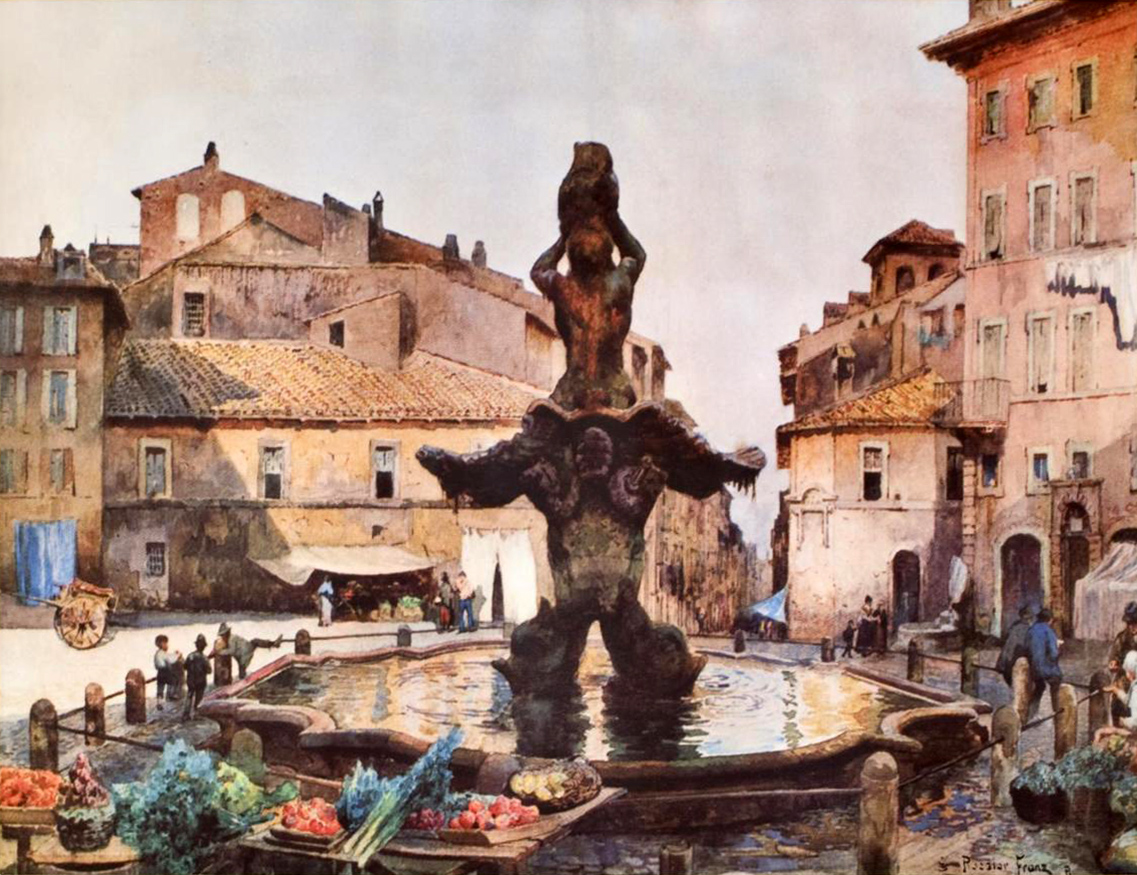
Ettore Roesler Franz: Piazza Barberini, 1880

V Římě, hlavním městě Itálie, se nachází více než tisíc fontán. Několik z nich byly postaveny ve středověku nebo ještě dříve a jsou stále funkční. Mezi hlavní turistické atrakce patří Fontána di Trevi (1762) a Fontána čtyř řek (1651).
Tento (neúplný) seznam obsahuje důležité fontány ve městě:

## A
- Fontana dell'Acqua Acetosa
- Fontana delle Api – Via Veneto
- Fontana dell'Acqua Felice – Piazza San Bernardo
- Fontana delle Anfore – Piazza dell'Emporio
- Fontana della Piazza d’Aracoeli
- Aqua Traiana
- Acqua Vergine

## B
- Babuino (statua parlante)
- Fontána La Barcaccia (ital. Fontana della Barcaccia) – Piazza di Spagna, Španělské náměstí

## C
- Fontana della Piazza Colonna

Fontána na náměstí Campo de' Fiori

- Fontána na náměstí Campo de' Fiori

## D
- Fontana dei Dioscuri – Piazza del Quirinale před Palácem Quirinale, Palazzo del Quirinale

## F

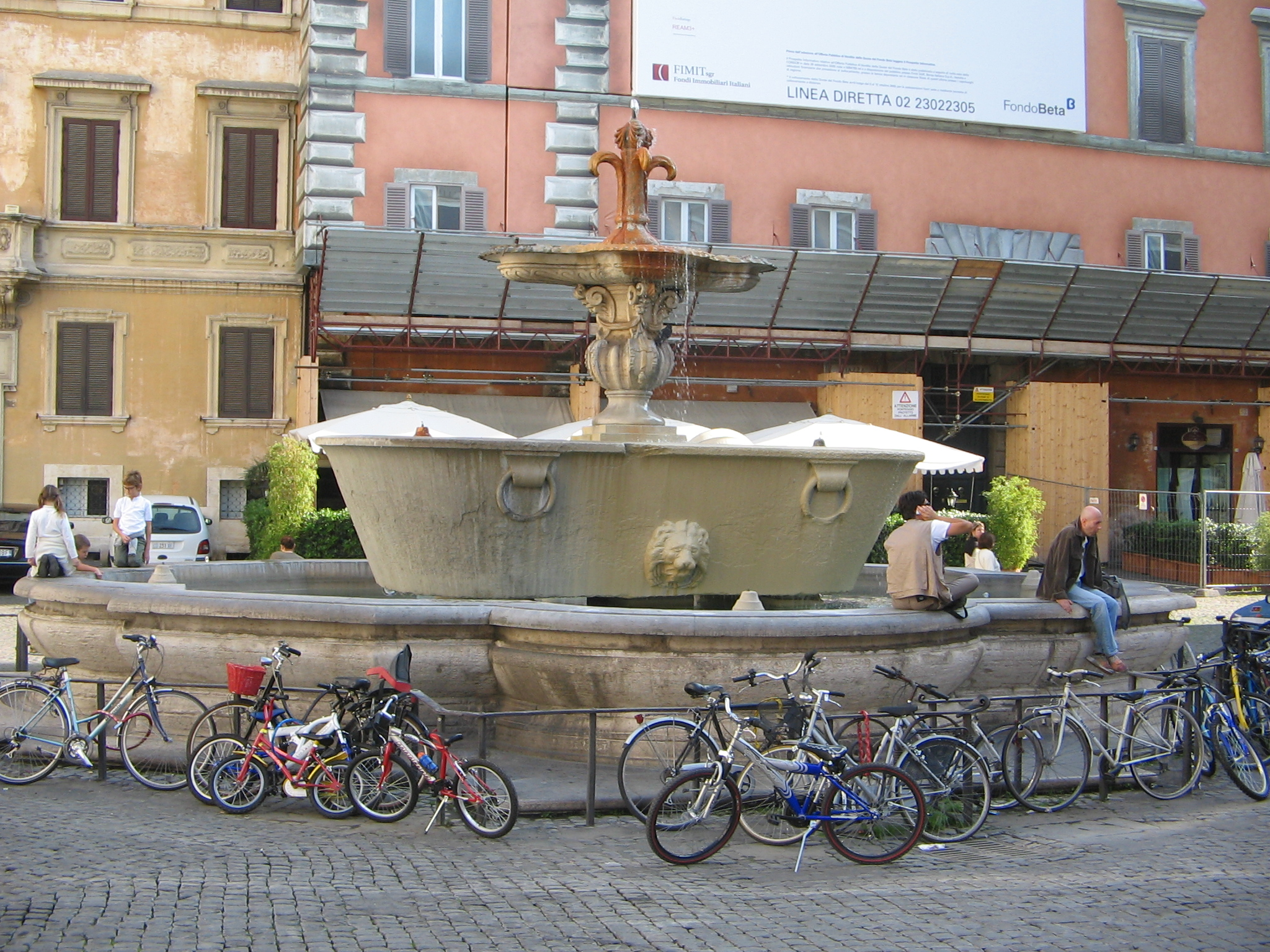
Fontána na Piazza Farnese

- Facchino (statua parlante)
- Fontana di Piazza Farnese

## G
- Fontana Di Valle Giulia – Valle Giulia

## M
- Marforio
- Fontana del Moro – Piazza Navona

## N

Fontana del Moro na piazza Navona v roce 2006

- Fontana delle Naiadi – Piazza della Repubblica
- Nasone
- Fontana del Nettuno (Popolo) – Piazza del Popolo
- Fontana del Nettuno (Navona) – Piazza Navona
- Fontana della Piazza Nicosia

## P
- Fontana del Pantheon – Panteón
- Fontana dell’acqua Paola – Via Garibaldi

## R
- Fontana della Rometta – Villa d’Este, Tivoli

## Q
- Fontána čtyř řek (ital. Fontana dei Quattro Fiumi) – Piazza Navona
- Quattro Fontane – na křižovatce ulic Via del Quirinale, Via XX Settembre a Via Felice
- Fontana della Piazza dei Quiriti

## T

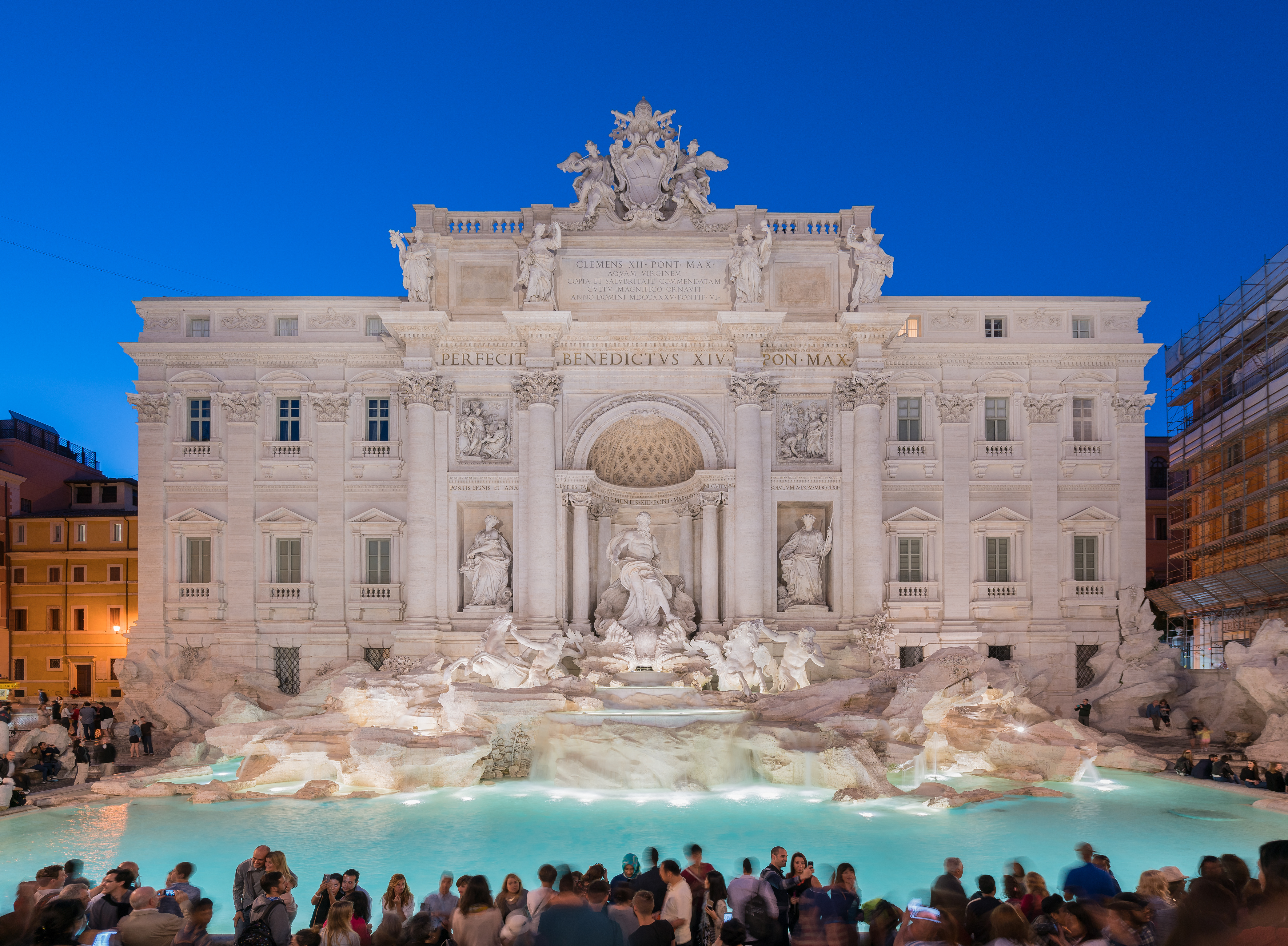
Fontána di Trevi

- Fontána di Trevi – Piazza di Trevi
- Tritónova fontána (ital. Fontana del Tritone) – Piazza Barberini
- Fontana delle Tartarughe – Piazza Mattei, městská část Sant'Angelo (rione di Roma)

## V
- Fontány v zahradě Villa Medici
- Fontány v zahradě Villa Borghese

## Vysvětlivky
- Piazza česky znamená náměstí
- Via česky znamená ulice
- Valle česky znamená údolí